# 伊賀街道
伊賀街道（いがかいどう）は、伊勢・伊賀二国の大名藤堂高虎の移封後、津（本城）と上野（支城）をむすぶ官道として整備された街道。この道は上野経由で伊勢に向かう参宮客だけでなく、津方面から水産物や塩が、伊賀方面から種油や綿などが運ばれた伊賀・伊勢両国の経済・生活の大動脈としての役割も担っていた。

## 概要
伊勢国と伊賀国にまたがる伊賀街道は、津から橡（とち）ノ木峠とも呼ばれた長野峠を越えて上野に至る全長約12里（約50km）の街道で、現在の松阪市中林町の月本の追分を起点とする奈良街道（古くは伊賀越奈良道）と重なる部分が多い。道は現在の国道163号に沿う形で通り、今でも国道沿いに、宿場を中心に賑わったというかつての街道の面影が残っている。

## 国道・県道
現在においては、下記の道路が 伊賀街道 と呼ばれる。
- 国道163号： （区間：伊賀市-松阪市）
- 三重県道2号伊賀青山線： （区間：伊賀市平田 - 伊賀市広瀬）
- 三重県道745号片野飯高線： （終点：松阪市飯高町宮前）